# Крутоярское сельское поселение (Челябинская область)
Крутоярское се́льское поселе́ние — муниципальное образование в Октябрьском районе Челябинской области Российской Федерации. В рамках административно-территориального устройства муниципальное образование  соответствует административно-территориальной единице Крутоярский сельсовет.
Административный центр — посёлок Крутоярский.

## История
Статус и границы сельского поселения установлены Законом Челябинской области от 15 сентября 2004 года № 269-ЗО «О статусе и границах Октябрьского муниципального района и сельских поселений в его составе»

## Население
| 2002  | 2010  | 2011  | 2012  | 2013  | 2014  | 2015  |
| ----- | ----- | ----- | ----- | ----- | ----- | ----- |
| 2103  | ↘1318 | ↘1315 | ↘1265 | ↘1188 | ↘1147 | ↘1110 |
| 2016  | 2017  | 2018  | 2019  | 2020  | 2021  |       |
| ↗1115 | ↘1112 | ↘1111 | ↘1085 | ↘1035 | ↗1096 |       |

## Состав сельского поселения
| № | Населённый пункт | Тип населённого пункта          | Население |
| - | ---------------- | ------------------------------- | --------- |
| 1 | Быково           | деревня                         | ↘143      |
| 2 | Крутоярский      | посёлок, административный центр | ↘925      |
| 3 | Петровский       | посёлок                         | ↘250      |